# Nana : Le Désir
Pour plus de détails, voir Fiche technique et Distribution.
Nana : Le Désir (Nana: la vera chiave del piacere) est un film italien du réalisateur israélien Dan Wolman (en) sorti en 1983.
Le film est une adaptation du roman d'Émile Zola, Nana, publié en 1880.

## Fiche technique
- Titre : Nana : Le Désir
- Titre original : Nana: la vera chiave del piacere
- Réalisateur : Dan Wolman
- Scénario : Marc Behm, Émile Zola (roman)
- Producteur : Menahem Golan, Yoram Globus
- Société de production : Cannon Group
- Musique : Ennio Morricone
- Format : Noir et blanc, couleur (Technicolor) ; son mono
- Durée : 92 minutes (1 h 32)
- Pays :  Italie
- Langue : anglais
- Date de sortie : 
  -  États-Unis avril 1983
  -  France 6 juillet 1983

## Distribution
- Katya Berger : Nana
- Jean-Pierre Aumont : Muffat
- Yehuda Efroni : Steiner
- Mandy Rice-Davies : Sabine
- Massimo Serato : Faucherie
- Debra Berger : Satin
- Shirin Taylor : Zoe
- Annie Belle : Rennee
- Paul Müller : Xavier
- Marcus Beresford : Hector
- Robert Bridges : Fontan
- Tom Felleghy : Mellies

## Autour du film
Les scènes saphiques entre Nana et Satin, sont tournées par deux demi-sœurs dans la vraie vie, Katya et Debra Berger.